# Mathilda argentina
Mathilda argentina is een slakkensoort uit de familie van de Mathildidae. De wetenschappelijke naam van de soort is voor het eerst geldig gepubliceerd in 1990 door Castellanos.